# آسیا الفاسی
آسیا الفاسی (متولد ۲۰ آوریل ۱۹۸۴) یک نویسنده و هنرمند کمیک‌ مانگای لیبیایی-بریتانیایی است. او در لیبی به دنیا آمد و در سن ۷ سالگی به اسکاتلند نقل مکان کرد. او اکنون در بیرمنگام انگلستان زندگی می‌کند. آثار او ترکیبی از تأثیرات اسلامی، لیبیایی، بریتانیایی و ژاپنی است. آسیا آلفاسی برای اولین بار زمانی شناخته شد که به عنوان اولین زن در مسابقه‌ی Hi8us Midlands Stripsearch شرکت کرد و برنده شد. نمونه‌کارهای او بر اساس شخصیتی به نام منیر خلق شده‌اند.

## انتشارات
از زمانی که آسیا آلفاسی در سال ۲۰۰۳ به صورت حرفه‌ای شروع به ساخت کمیک کرد، دو اثر بزرگ منتشر کرده است. اولین اثر اصلی او، «روایت جین»، در کتاب «Mammoth Book of Best New Manga»، گلچینی از آثار هنرمندان کمیک جوان بریتانیایی، به چاپ رسید. داستان کوتاه نیمه‌اتوبیوگرافیک او با عنوان «نه باهوش، نه مسافر»، به عنوان بخشی از پروژه‌ی «شهرهای نازک»، به مناسبت صدمین سالگرد افتتاح ایستگاه‌های مترو، بر روی دیوارهای ایستگاه متروی سیرک پیکادیلی لندن به نمایش گذاشته شد. این داستان که از ۱۵ دسامبر ۲۰۰۶ تا ۳۱ آوریل ۲۰۰۷ نمایش داده شد، زندگی یک دختر جوان مسلمان و رویدادهای زندگی او در لیبی و اسکاتلند را روایت می‌کند.
قرار است این اثر امسال توسط انتشارات بلومزبری منتشر شود. آسیا در حال حاضر مشغول تبدیل یک نمایشنامه به رمان گرافیکی است که قرار است در ماه اوت منتشر شود.  این نمایشنامه، با عنوان «در جستجوی ماست»، قبلاً توسط آسیا پوستر طراحی شده بود و توسط شرکت تئاتر رپرتوری بیرمنگام، تئاتر شادی و کیجی‌مونا فستا با همکاری تئاتر هانیونگ اجرا شده است.  
سومین کتابی که او روی آن کار می‌کند، «ماجراهای جوزف و یاسمین» نام دارد و قرار است تا پایان سال جاری منتشر شود.

## رویدادها
پس از یک دوره غیبت از صحنه عمومی، آسیا آلفاسی از آغاز سال ۲۰۰۹ در چندین رویداد مهم شرکت کرد. او در نمایشگاه بین‌المللی کمیک هایلندز (Hi-Ex) در تاریخ ۱۴ و ۱۵ فوریه در اینورنس، اسکاتلند حضور یافت.سپس در نمایشگاه بین‌المللی کمیک بریستول در ۱۰ و ۱۱ می شرکت کرد. او همچنین در جشنواره کمیک CAPTION در آکسفورد در ۱۵ و ۱۶ اوت حضور داشت. علاوه بر این، آسیا در BICS (نمایشگاه بین‌المللی کمیک بریتانیا) در ۳ و ۴ اکتبر و دومین نمایشگاه MCM لندن در ۲۴ و ۲۵ اکتبر ۲۰۰۹ شرکت کرد.

## لینک های خارجی
- کمیک بلاگ: مصاحبه با آسیا الفاسی